# فريدريك أبل
فريدريك أبل (بالدنماركية: Fredrik Appel)‏ هو مهندس معماري دنماركي، ولد في 8 أغسطس 1884، وتوفي في 6 نوفمبر 1962.